# Rvanje slobodnim stilom
Rvanje slobodnim stilom je stil amaterskog rvanja koji se praktikuje širom sveta. Zajedno sa grčko-rimskim, to je jedan od dva stila rvanja koji su uvršteni u olimpijske igre. Američko rvanje u srednjim školama i koledžima odvija se po različitim pravilima i naziva se školsko i koledžsko rvanje. Američko univerzitetsko rvanje za žene se odvija po pravilima slobodnog stila.
Rvanje slobodnim stilom, kao i koledžsko rvanje, vode poreklo od catch-as-catch-can („uhvati kako se uhvatiti može”) rvanja. U oba stila krajnji cilj je bacanje i pribijanje protivnika na prostirku, što rezultira trenutnom pobedom. Za razliku od grčko-rimskog, slobodno stilsko i kolegijalno rvanje dopuštaju upotrebu rvačevih ili protivnikovih nogu u napadu i odbrani. Rvanje slobodnim stilom objedinjuje tradicionalne tehnike rvanja, džudoa i samboa.
Prema svetskom upravljačkom telu rvanja, Ujedinjeni svet rvanja (engl. United World Wrestling - UWW), rvanje slobodnim stilom je jedan od šest glavnih oblika amaterskog takmičarskog rvanja koje se danas međunarodno praktikuje. Ostalih pet oblika su grčko-rimsko rvanje, zahvatanje/potčinjivačko rvanje, rvanje na plaži, pankration, ališ/pojasno rvanje i tradicionalno/narodno rvanje. Izvršni odbor Međunarodnog olimpijskog komiteta (MOK) preporučio je izostavljanje rvanja kao sporta sa Olimpijskih igara 2020, ali MOK je odluku kasnije poništio.

## Istorija
Moderno rvanje slobodnim stilom, prema UWW (ranije FILA), potiče iz Velike Britanije i Sjedinjenih Država pod nazivom rvanja „catch-as-catch-can”. Ova forma rvanja je bila zadobila posebnu pažnju u Velikoj Britaniji, a varijanta razvijena u Lankaširu imala je poseban uticaj na rvanje u slobodnom stilu. Ovaj stil rvanja je stekao veliku popularnost na sajmovima i festivalima tokom 19. veka. U rvanju slobodnim stilom oba takmičara započinju stojeći uspravno, a zatim je rvači nastoje da drže rame protivnika na zemlji (poznato kao pad). Ako nije postignut pad, oba rvača nastavljaju sa borbom na zemlji, i skoro su svi zahvati i tehnike bili dozvoljeni. Popularna je bila i škotska varijanta rvanja u Lankaširu, koja bi započela sa oba rvača stojeći prsa u prsa, hvatajući jedan drugog zaključanim rukama oko tela i, ako nije došlo do pada, meč bi se nastavljao na tlu. Pored toga, postojao je irski stil okovratnika i lakta, gde su rvači započinjali na nogama, pri čemu su oba rvača hvatala za okovratnik suparnika jednom rukom, a drugom za lakat. Ako nijedan rvač nije postigao pad, takmičari bi nastavili stojeći i na zemlji sve dok se pad ne ostvari. Irski imigranti su kasnije ovaj stil rvanja preneli u Sjedinjene Države, gde je ubrzo postao rasprostranjen, posebno zbog uspeha rvačkog prvaka Armije od Potomaka, Džordža Vilijama Flaga iz Vermonta. Rvanjem slobodnim stilom se bavilo bar desetak američkih predsednika, uključujući Džordža Vašingtona, Zakarija Tejlora, Abrahama Linkolna, Endrua Džonsona, Julisaza S. Granta i Teodora Ruzvelta.
Zbog široko rasprostranjenog interesovanja i poštovanja za profesionalno grčko-rimsko rvanje i njegove popularnosti na mnogim međunarodnim susretima u Evropi u devetnaestom veku, rvanje slobodnim stilom (i rvanje kao amaterski sport uopšte) je teško steklo mesto na kontinentu. Olimpijske igre 1896. godine imale su samo jednu rvačku borbu, grčko-rimski meč teške kategorije. Rvanje slobodnim stilom se prvi put pojavilo kao olimpijski sport na Olimpijskim igrama u Sent Luisu 1904. Svih 40 rvača koji su učestvovali na Olimpijskim igrama 1904. bili su Amerikanci. Olimpijske igre 1904. sankcionisale su pravila koja se uobičajeno koriste za „uhvatiti-kao-uhvatiti-možeš“, ali su nametnula neka ograničenja za opasna držanja. Rvanje u sedam težinskih kategorija — 47,6 kg (104,9 lb), 52,2 kg (115,1 lb), 56,7 kg (125,0 lb), 61,2 kg (134,9 lb), 65,3 kg (143,9 lb), 71,7 kg (15,7 kg, i više) od 71,7 kg (158 lb) — bila je važna inovacija na Letnjim olimpijskim igrama.
Borbe u rvanju u devetnaestom veku bile su veoma duge, a posebno grčko-rimski mečevi (gde nisu dozvoljeni zahvati ispod struka i korišćenje nogu) mogle su da traju čak osam do devet sati, a čak i tada je odlučivao samo žrebanje. U 20. veku su postavljena vremenska ograničenja za mečeve. Više od četrdeset godina u dvadesetom veku, slobodni stil i njegov američki pandan, kolegijalno rvanje, nisu imali sistem bodovanja koji je odlučivao mečeve u odsustvu pada. Uvođenje bodovnog sistema od strane trenera rvanja na Državnom univerzitetu Oklahoma Arta Grifita steklo je prihvatanje 1941. godine, a uticalo je i na međunarodne stilove. Do 1960-ih, međunarodne rvačke mečeve grčko-rimskim i slobodnim stilom bodovalo je u tajnosti troje sudija, koji su konačnu odluku donosili podizanjem obojenih lopatica na kraju meča. Dr Albert de Ferari iz San Franciska koji je postao potpredsednik FILA-e (sada UWW), lobirao je za vidljiv sistem bodovanja i pravilo za „kontrolisani pad“, koje bi priznavalo pad samo kada je ofanzivni rvač uradio nešto da ga izazove. Ti predlozi su ubrzo prihvaćeni na međunarodnom nivou u grčko-rimskom i slobodnom stilu. Do 1996. godine, pre velike izmene FILA pravila, međunarodni meč slobodnim stilom sastojao se od dva perioda po tri minuta, sa pauzom od jednog minuta između perioda. U današnje vreme su najbolje rezultate imaju rvači iz postsovjetskih država, Irana, Sjedinjenih Država, Bugarske, Kube, Turske i Japana. Aleksandar Medved iz Belorusije osvojio je 10 svetskih prvenstava i tri zlatne olimpijske medalje od 1964. do 1972. godine. Mnogi univerzitetski rvači su prešli na takmičenje slobodnim stilom, posebno na međunarodnom nivou sa velikim uspehom.
U proleće 2013. godine, Međunarodni olimpijski komitet (MOK) je izglasao da se rvanje izbaci iz osnovnih sportova za letnje Olimpijske igre koje počinju 2020. godine. Kao rezultat ove vesti rvačka zajednica je započela masivnu kampanju kako bi ponovo uspostavila sport. Uglavnom onlajn grupa pod nazivom 2020 vizija predvodi pokret. Imali su nekoliko kampanja, kao i stranice na Fejsbuku i Tviteru koje su širile svest i prikupljale podršku za povratak rvanja na Olimpijske igre. Oni su imali cilj da prikupe 2.000.020 potpisa (onlajn i van mreže) u znak podrške povratku rvanja na Olimpijske igre. U septembru 2013. MOK je izglasao da dozvoli povratak rvanja na Olimpijske igre 2020. i 2024. kao probni sport. Da bi se ovo postiglo, UWW je napravio nekoliko izmena u pravilima, kao i izmene u težinskim klasama. Razgovara se i o promenama uniformi, kao i promenama takmičarske strunjače.

## Literatura
- International Federation of Associated Wrestling Styles. „Freestyle Wrestling”. FILA. Архивирано из оригинала 2011-07-11. г. Приступљено 2008-10-28.
- International Federation of Associated Wrestling Styles (2006-12-01). „International Wrestling Rules: Greco-Roman Wrestling, Freestyle Wrestling, Women's Wrestling” (PDF). FILA. Архивирано из оригинала (PDF) 11. 06. 2016. г. Приступљено 2008-10-28.
- National Collegiate Wrestling Association (2008-09-01). „2008-09 NCWA Wrestling Plan” (PDF). NCWA. Архивирано из оригинала (PDF) 2008-12-19. г. Приступљено 2008-11-20.
- USA Wrestling (2009-02-01). „International Wrestling Rules: Greco-Roman Wrestling, Freestyle Wrestling, Women's Wrestling, modified for USA Wrestling” (PDF). USAW. Архивирано из оригинала (PDF) 2014-07-02. г. Приступљено 2009-03-19.
- Dellinger, Daniel. „The Oldest Sport”. National Wrestling Hall of Fame and Museum. Архивирано из оригинала 2007-07-03. г. Приступљено 2007-08-12.
- Poliakoff, Michael (1996). „Wrestling, Freestyle”.  Ур.: Christensen, Karen. Encyclopedia of World Sport: From Ancient Times to the Present. 3. Santa Barbara, CA: ABC-CLIO, Inc. стр. 1189—1193. ISBN 0-87436-819-7.
- National Collegiate Athletic Association (1. 8. 2008). „2009 NCAA Wrestling Rules and Interpretations” (PDF). NCAA. Архивирано из оригинала (PDF) 19. 2. 2009. г. Приступљено 2008-10-30.
- National Federation of State High School Associations (1. 8. 2008). 2008–09 NFHS Wrestling Rules Book. NFHS.
- G. & C. Merriam Company (now Merriam-Webster) (1976). Webster's Sports Dictionary. G. & C. Merriam Company (now Merriam-Webster). ISBN 0-87779-067-1.
- Baker, William J. (1982). Sports in the Western World. Totowa, NJ: Rowman and Littlefield. ISBN 0-8476-7075-9.
- Brownstone, David M.; Irene M. Franck (2001). „No. 6359”. Famous First Facts About Sports. New York, NY: The H.W. Wilson Company. ISBN 0-8242-0973-7.
- Dellinger, Bob. „Changing of the Guard”. National Wrestling Hall of Fame and Museum. Архивирано из оригинала 21. 11. 2008. г. Приступљено 2008-10-30.
- Dellinger, Bob. „Wrestling in the USA”. National Wrestling Hall of Fame and Museum. Архивирано из оригинала 21. 11. 2008. г. Приступљено 2008-10-30.
- Falla, Jack (1981). NCAA: The Voice of College Sports: A Diamond Anniversary History, 1906–1981. Mission, KS: National Collegiate Athletic Association. ISBN 0-913504-70-X.
- Krisher, Cassie (1. 5. 2008). „High School Wrestling Rules Changes Announced for 2008–09”. NFHS. Архивирано из оригинала 21. 5. 2008. г. Приступљено 2008-11-05.
- Seaton, Philip (28. 9. 2008). „High School Wrestling Debuts Around Arkansas”. HSWrestling.net. Приступљено 2008-11-05.
- Simons, Mike (4. 4. 2008). „The View From the Mat: Women Wrestlers in Oklahoma”. Chronicle of Higher Education. Архивирано из оригинала 18. 4. 2008. г. Приступљено 2008-04-23.
- Wilson, Eric (17. 11. 2005). „Wrestling With Tradition: Keep Your Shirt On”. The New York Times. Приступљено 2007-10-08.
- Wilson, Robin (4. 4. 2008). „Notes From Academe: Oklahoma Hold 'Em”. Chronicle of Higher Education. Приступљено 2008-04-23.
- Fitzpatrick, Frank (16. 2. 2011). „At Cornell, fund-raising just as important to wrestling as mat work”. philly.com. Philadelphia Media Network (The Philadelphia Inquirer). Приступљено 2011-02-17.